# Demodicidae
Demodicidae är en familj av kvalster som lever på olika däggdjur. Många av kvalsterarterna i denna familj är specialiserade på en värddjursart. De mest kända arterna i familjen är de två av släktet Demodex som lever på människor, Demodex folliculorum och Demodex brevis. Några andra exempel är Demodex canis som lever på hundar, Demodex bovis som lever på nötkreatur och Demodex ovis som lever på får. Kvalstren i släktet Demodex brukar kallas för hårsäckskvalster.

## Släkten
- Apodemodex
- Demodex
- Ophthalmodex
- Pterodex
- Rhinodex
- Soricidex
- Stomatodex